# Annona excellens
Annona excellens är en kirimojaväxtart som beskrevs av Robert Elias Fries. Annona excellens ingår i släktet annonor, och familjen kirimojaväxter. Inga underarter finns listade i Catalogue of Life.